# Riofrío de Aliste
Riofrío de Aliste è un comune spagnolo di 1 023 abitanti situato nella comunità autonoma di Castiglia e León.